# Тијемуе Бакајоко
Тијемуе Бакајоко (фр. Tiémoué Bakayoko; 17. август 1994) француски је професионални фудбалер, који игра за клуб Монако и репрезентацију Француске. Он игра као задњи везни због своје способности да разбија противничку игру, али се такође сматра за технички надареног играча, а поседује и физичку снагу и агилност. Француски тренер Дидије Дешан за Бакајока је изјавио да је „комплетан везни играч“.
Након прелома ноге, који га је задесио као младог играча, Бакајоко се придружио академији Рена са 13 година. Са 14 година, он је био одбијен у Клерфонтен академији. Сениорску каријеру је почео у Рену, где је имао 24 наступа пре него што се преселио у Монако 2014. године за £7 милиона. У прве две сезоне у клубу, Бакајоко је наступио у 31 утакмици Лиге 1, али је био редован стартер у сезони 2016-17 Лиге 1, помажући свом клубу Монаку да освоји титулу у првенству, а такође је именован у тим сезоне 2016-17 Лиге Шампиона. У 2017. години он се придружио Челсију за £40 милиона.
Бакајоко је имао свој први наступ на међународним утакмицама за Француску у марту 2017. године.

## Детињство и младост
Бакајоко је рођен у Паризу 17. августа 1994. године и играо је за Париз 15семе када је имао пет година. Са девет година, он је играо за ЦА Париз Шарентон, пре него што је прешао у Монтруж ФК 92. Као млад играч, Бакајоко је сломио ногу, која га је спречило да игра фудбал осам месеци. У 2008. години, када је имао 13 година, он се придружио академији Рена. Са 14, он је био одбијен од стране познате академије Клерфонтен.

## Клупска каријера

### Рен
Бакајоко је дебитовао у Лиги 1 24. августа 2013. године у мечу против Евијана, играјући свих 90 минута у победи 2-1.

### Монако

#### 2014-2015
Бакајоко се придружио Монаку у јулу 2014. године за £7 милиона, и дебитовао за клуб 10. августа 2014. године у Лиги 1 у мечу против Лорјана. Заменио га је Валер Жерман после 32 минута, а Монако је изгубио 2-1 код куће. Због ране замене, створили су се напети односи са менаџером Монака Леонардом Жардимом, а Бакајоко је изјавио: „Од тада, нешто је мало сломљено између њега и мене”. Након дебија, Бакајоко није започео утакмицу више од два месеца, а остатак сезоне провео је осакаћен повредама и лошом формом. Несугласице између Жардима и њега су се наставиле, јер је Бакајоко имао осећај да га неправедно третира његов менаџер, који је био фрустриран због Бакајоковог напретка, сумњајући у његова залагања током тренинга и критикујући како Бакајоко некада касни на састанке.

#### 2015-2017
„Макелеле ми је много помогао. Када је дошао у Монако, ја нисам био веома, веома добар играч, али сам имао доста разговора са њим. Дао ми је мноштво савета и дозволио ми да играм свој стил фудбала”

– Бакајоко о саветима Клода Макелелеа
После прве две сезоне у Монаку, за који је он наступио 31. пут у Лиги 1, Бакајоко је одлучио да промени своје понашање, да оствари своје могућности, што је обухватало прелаз из луксузне виле у стан и промену боје аутомобила са розе на црну. Поред тога, он је почео да се бави боксом, променио је своју исхрану и побољшао своју снагу. Помогао му је бивши репрезентативац Француске Клод Макелеле, који је био именован за директора фудбала у Монаку 2016. године, да буде бољи фудбалер и да се брине о себи изван терена. Бакајоко се такође обратио за савет свом бившем тренеру у Рену, Јанику Менију. Као резултат тога, и с обзиром да су Жереми Тулалан и Марио Пашалић напустили клуб 2016. године, Бакајоко је постао редовни стартер за Монако, помажући клубу да освоји титулу Лиге 1 у сезони 2016-17, а такође је именован у тим сезоне 2016-17. Лиге Шампиона. То је била одлучујућа сезона за Бакајока. Не само да се доказао као важан део тима Монака константним наступима, имао је и мање повреда и његова посвећеност тренинзима није више критикована.
Током сезоне 2016-17 Лиге Шампиона у шеснаестини финала на стадиону Луј други 15. марта 2017. године, Бакајоко је постигао последњи погодак главом (то је био његов погодак први у Лиги Европе или Лиги Шампиона). Монако је победио 3-1 и победио у двомечу Манчестер Сити на правило гола у гостима (укупним резултатом 6-6).

### Челси
Дана 15. јула 2017. године, Бакајоко је потписао уговор за Челси на пет година уговор за процењену своту од £40 милиона,, што га је учинило другим најскупљим клупским појачањем у то време. Дебитовао је за Челси у победи 2-1 над Тотенхем Хотспуром у Премијер Лиги 20. августа 2017. године.

## Међународна каријера
Бакајоко је био позван у сениорску репрезентацију Француске први пут за мечеве против Луксембурга и Шпаније у марту 2017. године, након што се Пол Погба повредио. Он је дебитовао 28. марта 2017. године против Шпаније, заменивши Адријена Рабијоа на полувремену утакмице у којој је његова репрезентација изгубила резултатом 2-0 код куће.

## Стил игре
Бакајока пореде са Јаја Туреом због свестраних фудбалских квалитета, паметног читања игре, способности да пресретне додавања противника и добрих стартова, додавања и дриблинга, као и физичке спреме и агилности. Он игра као задњи везиста у центру терена, уништавајући нападе противника и покрећући нападе свог тима. Само су Габи и Дени Дринквотер имали више пресечених напада у року од сезоне 2016-17 Лиге Шампиона. Бакајоков менаџер у Монаку, Леонардо Жардим, рекао је: „Он осваја много лопти, доноси равнотежу у тиму. Он шаље лопту и добија дуеле. То је Бакајоко позиција.“ Француски менаџер Дидије Дешан описао је Бакајока као „потпуног везисту“, и рекао: „Његово присуство је важно на терену, он има добру кондицију, он постиже одлучујуће поготке и је у стању да игра својим стилом.“

## Лични живот
Бакајоко је пореклом из Обале Слоноваче, и добио је позив да наступа за национални тим, пре него што је изабрао да наступа за Француску 2017. године.

## Статистика каријере

### Клуб
| Клуб              | Сезона            | Лига              | Лига    | Лига   | Национални Куп | Национални Куп | Лига Куп | Лига Куп | Европа  | Европа | Остало  | Остало | Укупно  | Укупно |
| Клуб              | Сезона            | Дивизија          | Наступи | Голови | Наступи        | Голови         | Наступи  | Голови   | Наступи | Голови | Наступи | Голови | Наступи | Голови |
| ----------------- | ----------------- | ----------------- | ------- | ------ | -------------- | -------------- | -------- | -------- | ------- | ------ | ------- | ------ | ------- | ------ |
| Рен               | 2013-14           | Лига 1            | 24      | 1      | 3              | 0              | 1        | 0        | —       | —      | —       | —      | 28      | 1      |
| Монако            | 2014-15           | Лига 1            | 12      | 0      | 1              | 0              | 2        | 0        | 3       | 0      | —       | —      | 18      | 0      |
| Монако            | 2015-16           | Лига 1            | 19      | 1      | 2              | 1              | 1        | 0        | 1       | 0      | —       | —      | 23      | 2      |
| Монако            | 2016-17           | Лига 1            | 32      | 2      | 1              | 0              | 4        | 0        | 14      | 1      | —       | —      | 51      | 3      |
| Монако            | Укупна            | Укупна            | 63      | 3      | 4              | 1              | 7        | 0        | 18      | 1      | 0       | 0      | 92      | 5      |
| Челси             | 2017-18           | Премијер Лига     | 29      | 2      | 5              | 0              | 4        | 0        | 5       | 1      | 0       | 0      | 43      | 3      |
| Милан             | 2018-19           | Серија А          | 31      | 1      | 4              | 0              | -        | -        | 6       | 0      | 1       | 0      | 42      | 1      |
| Монако            | 2019-20           | Лига 1            | 20      | 1      | 2              | 0              | 1        | 0        | -       | -      | -       | -      | 23      | 1      |
| Укупно у каријери | Укупно у каријери | Укупно у каријери | 167     | 8      | 18             | 1              | 13       | 0        | 29      | 2      | 1       | 0      | 228     | 11     |

1. ↑  Наступи у Лиги шампиона
2. ↑  Наступ у Лиги Европе

### Међународне утакмице
| Репрезентација | Година | Наступи | Голови |
| -------------- | ------ | ------- | ------ |
| Француска      | 2017   | 1       | 0      |
| Укупно         | Укупно | 1       | 0      |

## Трофеји и успеси

### Монако
- Лига 1: 2016/17.[26]

### Челси
- ФА куп : 2017/18.

### Милан
- Серија А : 2021/22.

### Индивидуални
- Лига Шампиона, тим сезоне: 2016/17.[27]